# Кузнецов, Сергей Николаевич (лингвист)
Серге́й Никола́евич Кузнецо́в (род. 11 февраля 1945, Москва, СССР) — советский и российский лингвист, доктор филологических наук (1985), профессор МГУ (1993). Президент Международной академической ассоциации (1991), председатель Московского лингвистического общества им. Ф. Ф. Фортунатова (1997), академик РАЕН (1997). Один из авторов «Лингвистического энциклопедического словаря».

## Биография
В 1967 году окончил романо-германское отделение филологического факультета МГУ им. М. В. Ломоносова, а в 1970 году — аспирантуру при кафедре германской филологии МГУ, где учился под руководством профессора Н. С. Чемоданова.
В 1973 году защитил кандидатскую диссертацию (на тему «Системный статус поствербов в датском языке»), в 1985 году — докторскую (на тему «Теоретическая грамматика датского языка. Синтаксис»).
Работал преподавателем в Дипломатическом корпусе (1966—1972 гг.) и на филологическом факультете МГУ (1972—1973 гг.), затем — старшим преподавателем и доцентом Дипломатической академии МИД (1973—1977 гг.), доцентом Университета дружбы народов имени Патриса Лумумбы (1978—1984 гг.), старшим и ведущим научным сотрудником Института языкознания РАН (1977—1996 гг.). В 1997—2003 годах — заведующий кафедрой общего и сравнительно-исторического языкознания филологического факультета МГУ.
Член ряда научных обществ, академик Международной академии наук Сан-Марино (1993). В 1991 году избран президентом Международной академической ассоциации (организация интеллектуального, культурного и социального сотрудничества, объединяющая более 500 индивидуальных членов — деятелей науки различных стран мира и более 30 коллективных членов — академии, университеты, образовательные организации России, Украины, Белоруссии, Казахстана, Литвы, Латвии, Эстонии).

## Научная и педагогическая деятельность
Исследования С. Н. Кузнецова относятся к германистике, общему и типологическому языкознанию, теории синтаксиса и интерлингвистике. Он также исследовал проблемы грамматической типологии (типология морфологических категорий и синтаксических структур, типологический статус номинативного и эргативного строя), установил наличие элементов эргативного строя в мансийском языке.

### Германистика и теория синтаксиса
Диссертационные работы С. Н. Кузнецова посвящены скандинавистике, в частности, теории датского языка. В них разработана концепция позиционного синтаксиса датского языка, приложимая также к другим языкам с твёрдым или относительно твёрдым порядком слов (английскому, немецкому, французскому и др.).
В монографии С. Н. Кузнецова «Теоретическая грамматика датского языка. Синтаксис» (1984) учёный дал целостное изложение истории развития грамматической мысли Дании и предложил оригинальное описание грамматики датского языка на основе новой модели описания синтаксиса (которую назвал позиционным и транслокационным синтаксисом). Позиционную и транслокационную модели он противопоставил традиционной реляционной модели (описанию в терминах отношений между элементами предложения или словосочетания).
В книге подробно изложена и подвергнута критическому переосмыслению теория синтаксических полей П. Дидериксена — наиболее радикального реформатора традиционного грамматического учения, создавшего на датском материале теорию позиционного синтаксиса. В ходе этого С. Н. Кузнецов строит собственную теорию, стремясь преодолеть недочёты концепции Дидериксена и трактуя позиционный синтаксис как разновидность синтаксического описания на базе вертикальных связей (раскрывающих отношения части и целого); по мнению профессора Н. А. Слюсаревой, он успешно справился с задачей экспликации основных положений позиционного синтаксиса. Переосмысляя подход Дидериксена, Кузнецов оставляет постулат о существовании линейной структуры предложения как упорядоченного набора из конечного числа позиций, но выдвигает более строгие требования к самому понятию позиции: одна позиция, по Кузнецову, должна объединять слова с общими дистрибутивными свойствами (а сводная рубрика «наречный член» в классификации Дидериксена этому критерию не удовлетворяет). Кузнецов делает определённые шаги в сторону генеративной грамматики, принимая уровневый подход к синтаксису и признавая существование предповерхностной структуры высказывания, но отмечает, что анализ в терминах непосредственных составляющих мотивирован специфическими свойствами английского языка (и прежде всего тем, что в последнем невозможна альтернация позиций).
Опираясь на функциональный подход, Кузнецов выделил — в дополнение к реляционным и позиционным — третий тип синтаксических структур: транслокационные (согласно Кузнецову, позиционный синтаксис призван изучать функциональные различия между позициями, а транслокационный — функциональные сходства). Отличительная особенность теории С. Н. Кузнецова — различение «сильных» и «слабых» (в функциональном плане) синтаксических позиций, позволившее выявить закономерности, которым подчинены возможные транслокации (перестановки) компонентов предложения.
Анализируя датское предложение в плане выражения коммуникативной и эмотивной функций, Кузнецов внёс вклад и в теорию актуального синтаксиса, выдвинув положение о различии общеинформативных и частноинформативных синтаксических конструкций и выявив специфику коммуникативного членения датского предложения. В датском языке, по Кузнецову, членение на тему и рему выражено слабее, чем в русском, и на первый план выходит членение на «исходное» и «последующее».

### Интерлингвистика
В своей первой работе по интерлингвистике «К вопросу типологической классификации международных искусственных языков» (1976) С. Н. Кузнецов существенно детализировал и развил возможные подходы к типологической классификации международных искусственных языков (включая лингвопроекты), опираясь на относящиеся к началу XX века пионерские работы Л. Кутюра и Л. Ло.
Затем последовало учебное пособие «Основы интерлингвистики» (1982), имевшее также и теоретическое значение; в данной книге Кузнецов дал определение интерлингвистики как «раздела языкознания, исследующего проблематику межъязыкового общения», что подразумевает изучение вопросов многоязычия, взаимодействия языков и, наконец, международных языков — как этнических, так и плановых, рассмотрел структуру науки о международном языке. В пространной исторической части книги Кузнецов дал содержательное изложение развития интерлингвистических идей, доведённое до начала XX века, и проиллюстрировал на многочисленных примерах основные теоретические положения интерлингвистики. Вышедшее в том же году учебное пособие Кузнецова «Основные понятия и термины интерлингвистики» содержало сведения о важнейших интерлингвистических организациях, об основных международных искусственных языках; бо́льшую же часть пособия занял первый в научной литературе на русском языке словарь интерлингвистических терминов (его новую, доработанную версию Кузнецов опубликовал в 1991 году).

### История языкознания
С. Н. Кузнецов занимался также историей языкознания. Он опубликовал ранее не изданные труды И. А. Бодуэна де Куртенэ, Н. В. Юшманова, Е. А. Бокарёва и др.

### Педагогическая деятельность
С. Н. Кузнецов читал курсы лекций студентам ряда московских вузов (Московский государственный университет, Российский университет дружбы народов, Московский государственный лингвистический университет и др.), а также отдельные лекции в различных городах России (Санкт-Петербург, Кемерово) и за рубежом — в Болгарии, Германии, Италии, Литве, Нидерландах, Норвегии, Польше, Румынии, Сан-Марино, Украине, Франции, Чехии, Эстонии, Японии. Темы лекционных курсов: «Введение в языкознание», «Язык и цивилизация», «Геолингвистика», «Языковая политика», «Общее языкознание», «Языковая типология (типология языковых структур)», «История и типология синтаксических учений», «Позиционный синтаксис германских языков», «Теоретическая грамматика русского языка», «Теоретическая грамматика датского языка», «Теоретическая грамматика английского языка», «Интерлингвистика», «История лингвистических учений», «История изучения русской грамматики», «История датской грамматической школы», «История и современное состояние интерлингвистики».

## Публикации
С. Н. Кузнецовым опубликовано 9 монографий и учебных пособий, а также более 100 научных статей (преимущественно на русском, а также на английском, французском, немецком, японском, латышском, словацком, эсперанто). Он участвовал в написании ряда статей «Лингвистического энциклопедического словаря» («Датский язык», «Интерлингвистика», «Искусственные языки», «Международные языки», «Норвежский язык», «Скандинавские языки», «Фарерский язык», «Шведский язык», «Эсперанто»).

### Монографии и учебные пособия
- Кузнецов С. Н. Основные понятия и термины интерлингвистики. — М.: Изд-во УДН, 1982. — 80 с.
- Кузнецов С. Н. Основы интерлингвистики. — М.: Изд-во УДН, 1982. — 107 с.
- Кузнецов С. Н. Теоретическая грамматика датского языка. Синтаксис. — М.: Наука, 1984. — 224 с.
- Кузнецов С. Н. Направления современной интерлингвистики. — М.: Изд-во УДН, 1984. — 98 с.
- Кузнецов С. Н. Теоретические основы интерлингвистики. — М.: Изд-во УДН, 1987. — 207 с.
- Кузнецов С. Н. Теоретическая грамматика датского языка. Морфология. — М.: Наука, 1989. — 169 с. — ISBN 5-02-010935-5.
- Кузнецов С. Н. Интерлингвистика: Теория. История. Терминология. — М.: Импэто, 2014. — 380 с. — ISBN 978-5-7161-0267-5.
- Кузнецов С. Н. Из истории датской лингвистической школы. — М.: Импэто, 2014. — 60 с. — ISBN 978-5-7161-0269-9.

### Статьи
- Кузнецов С. Н. К вопросу типологической классификации международных искусственных языков // Проблемы интерлингвистики: Типология и эволюция международных искусственных языков / Отв. ред. М. И. Исаев. — М.: Наука, 1976. — 159 с. — С. 60—78.
- Кузнецов С. Н. Основные направления советской нидерландистики // Известия АН СССР: Сер. литературы и языка. — 1980. — Т. 39, вып. 5. — С. 462—467.
- Кузнецов С. Н. Принципы теоретического описания планового языка // Учёные записки Тартуского гос. ун-та. Вып. 644. — 1983. — (Interlinguistica Tartuensis II). — С. 42—64.
- Кузнецов С. Н. «Ксенолексика» испанского происхождения в русском литературном языке // Проблемы типологической, функциональной и описательной лингвистики / Отв. ред. Л. А. Новиков. — М.: Изд-во УДН, 1986. — 159 с. — С. 63—70.
- Кузнецов С. Н. Фонологическая система эсперанто // Учёные записки Тартуского гос. ун-та. Вып. 791. — 1988. — (Interlinguistica Tartuensis V). — С. 25—52.
- Кузнецов С. Н. Основные этапы становления интерлингвистической теории // Проблемы международного вспомогательного языка. — М.: Наука, 1991. — 263 с. — ISBN 5-02-016810-6. — С. 25—40.
- Кузнецов С. Н. Краткий словарь интерлингвистических терминов // Проблемы международного вспомогательного языка. — М.: Наука, 1991. — 263 с. — ISBN 5-02-016810-6. — С. 171—228.